# Stettino
Stettino (in polacco Szczecin; in casciubo Szczecëno; in tedesco Stettin) è una città di 387 700 abitanti della Polonia nord-occidentale, capoluogo del voivodato della Pomerania Occidentale. La città, posta sulla riva occidentale del fiume Oder, è per popolazione la settima più grande del paese e il secondo porto più grande della Polonia. La città è anche un centro culturale con una serie di teatri, musei e spazi per eventi.

## Geografia fisica
Stettino si trova nello storico territorio della Pomerania, circa 120 km a nordest di Berlino sul fiume Oder, a sud della laguna di Stettino e della baia della Pomerania. La città è circondata da tre boschi: Wkrzańska a nord, Bukowa a sud e Goleniowska a est, da molteplici canali e laghi.

## Storia

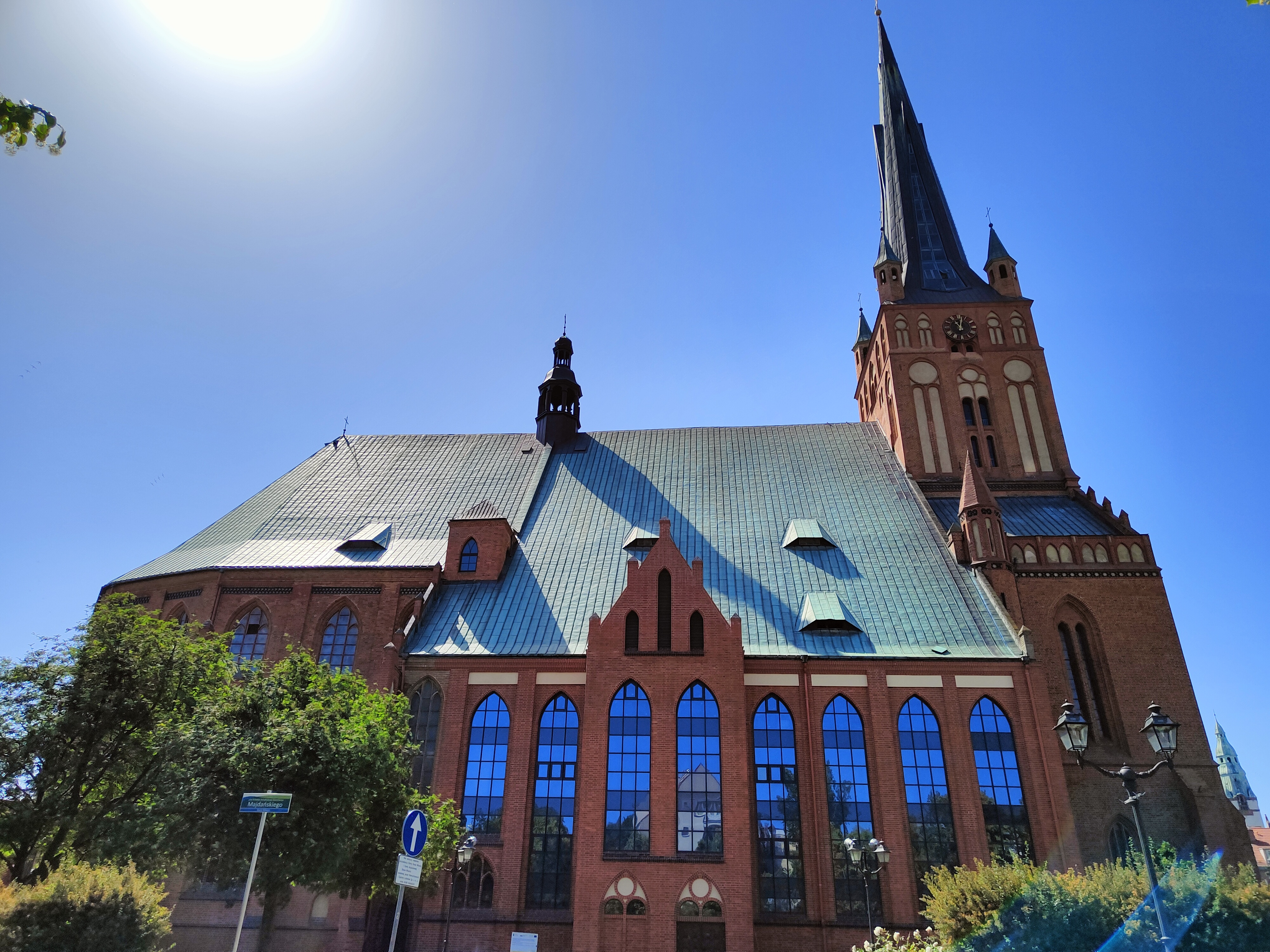
Cattedrale di Stettino

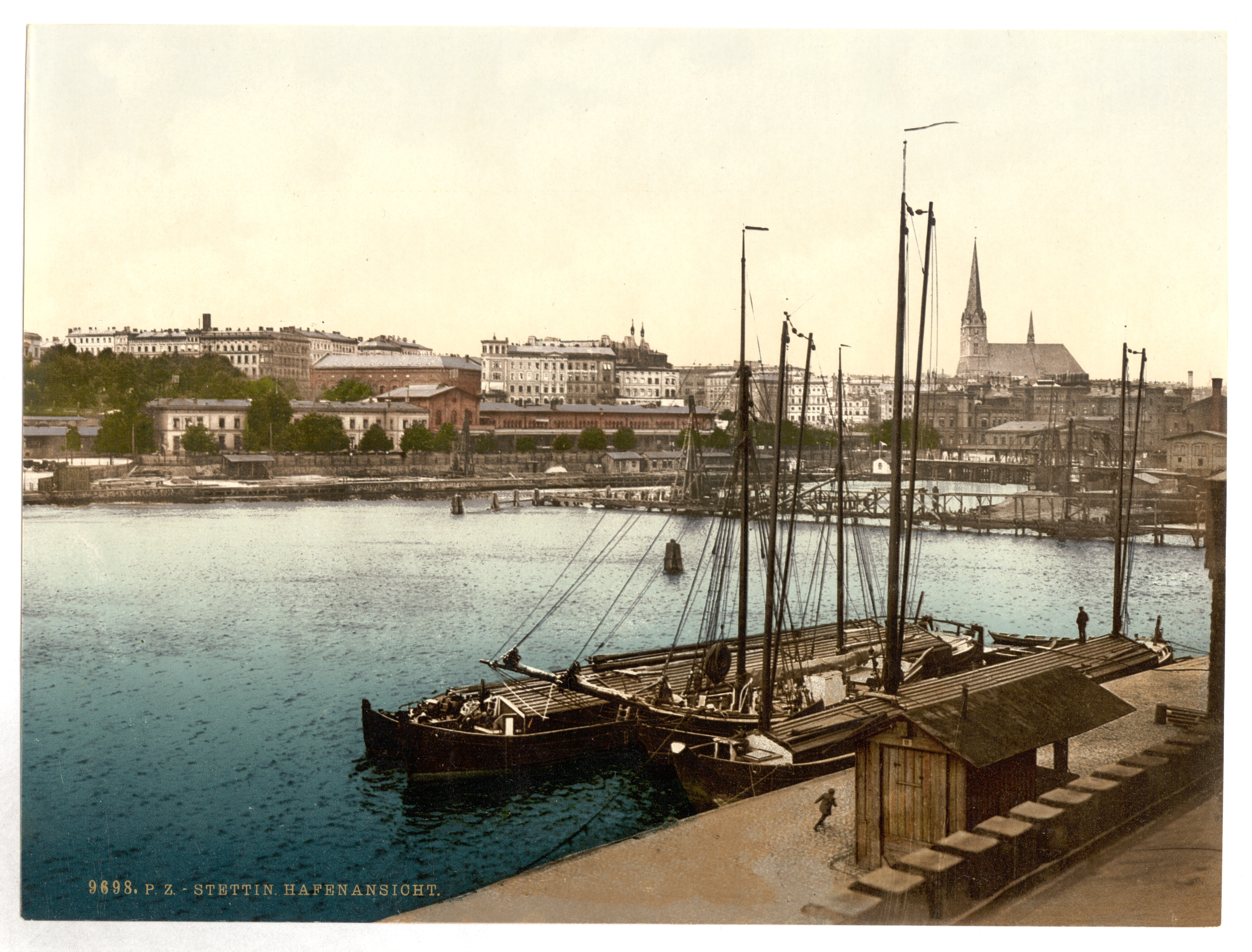
Il porto di Stettino tra il 1890 e il 1900

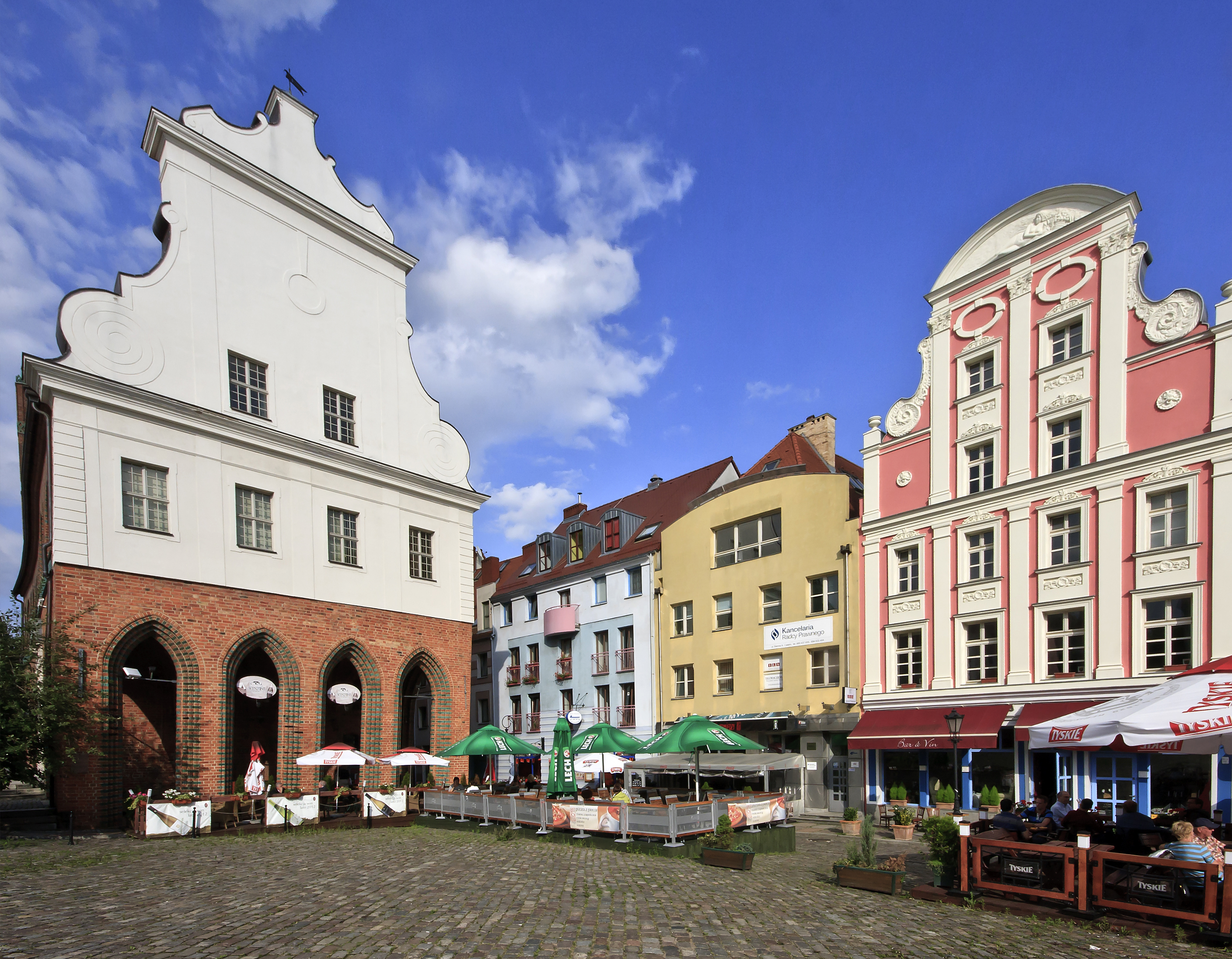
Vecchio Municipio e case della Città Vecchia

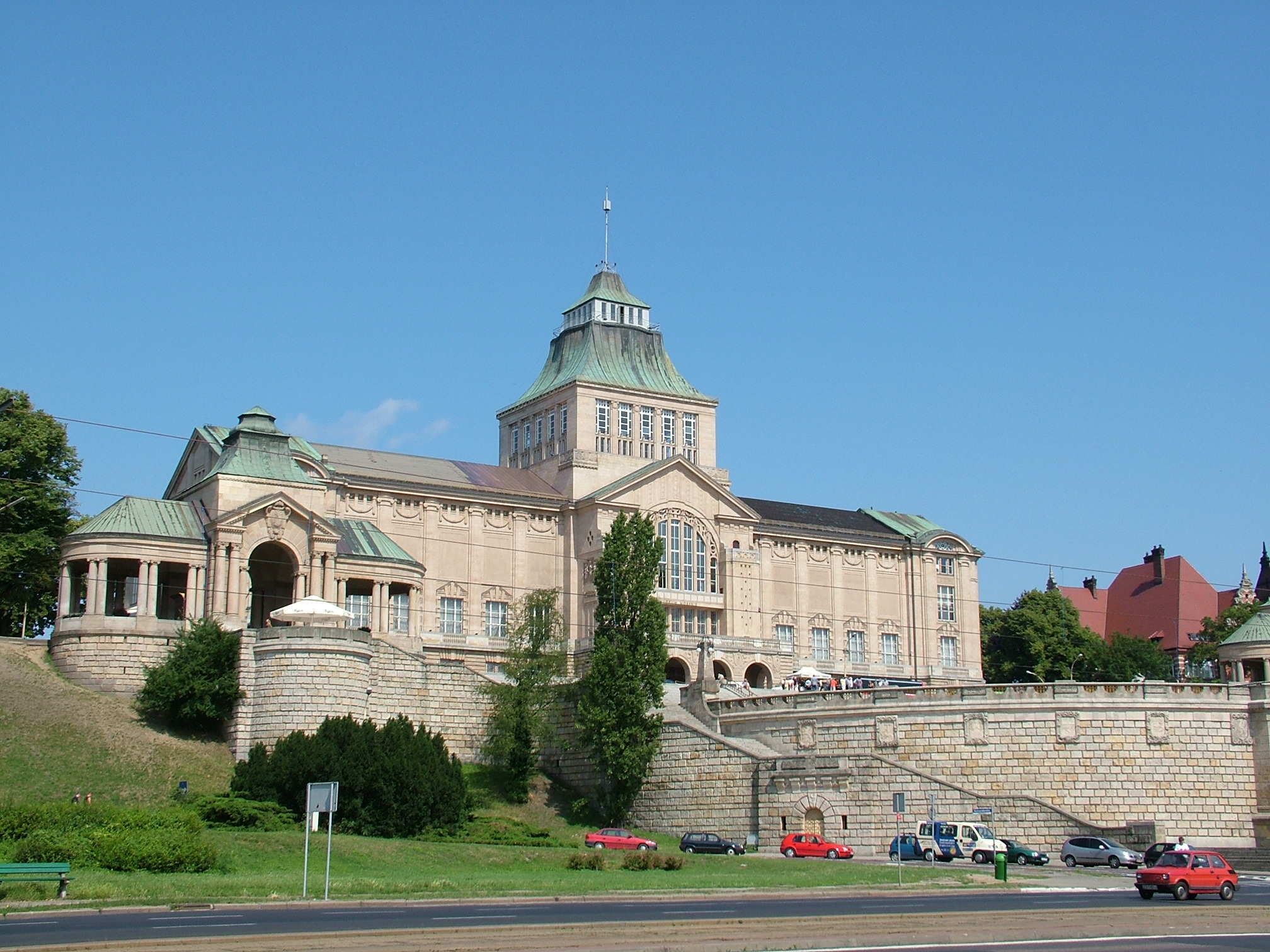
Museo Nazionale di Stettino - Museo del mare

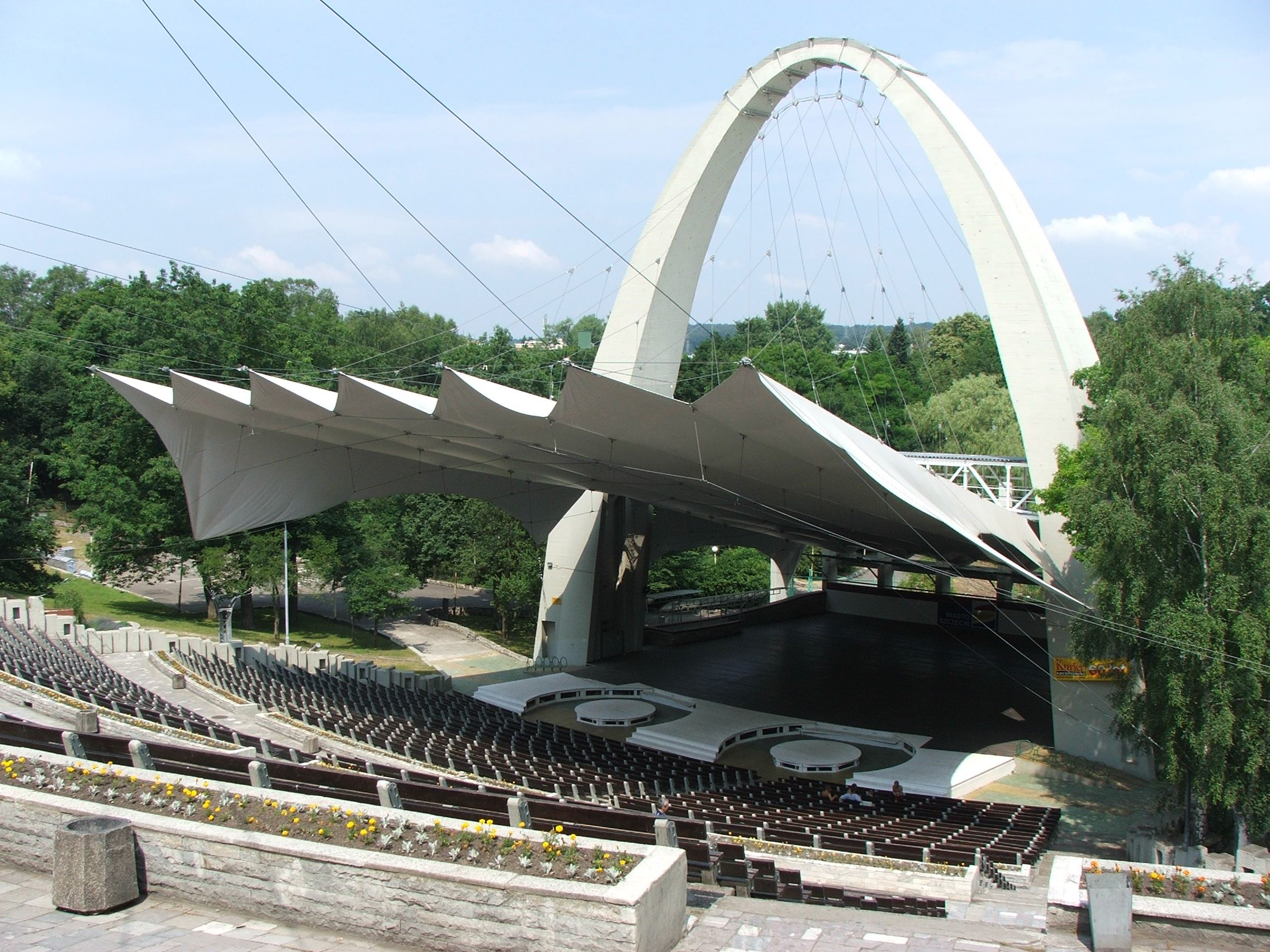
Teatro d'Estate (pol. Teatr Letni)

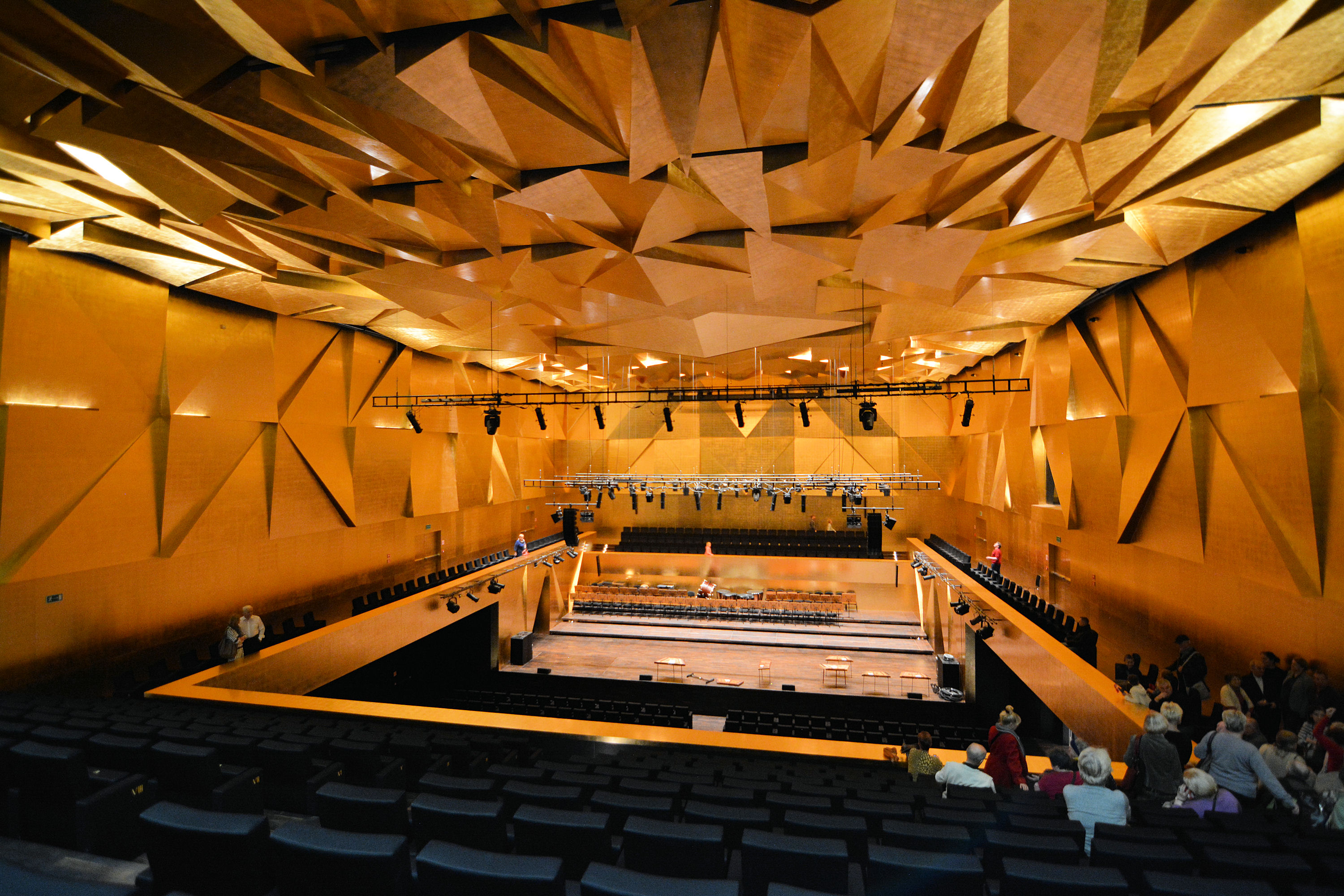
Sala Filarmonica

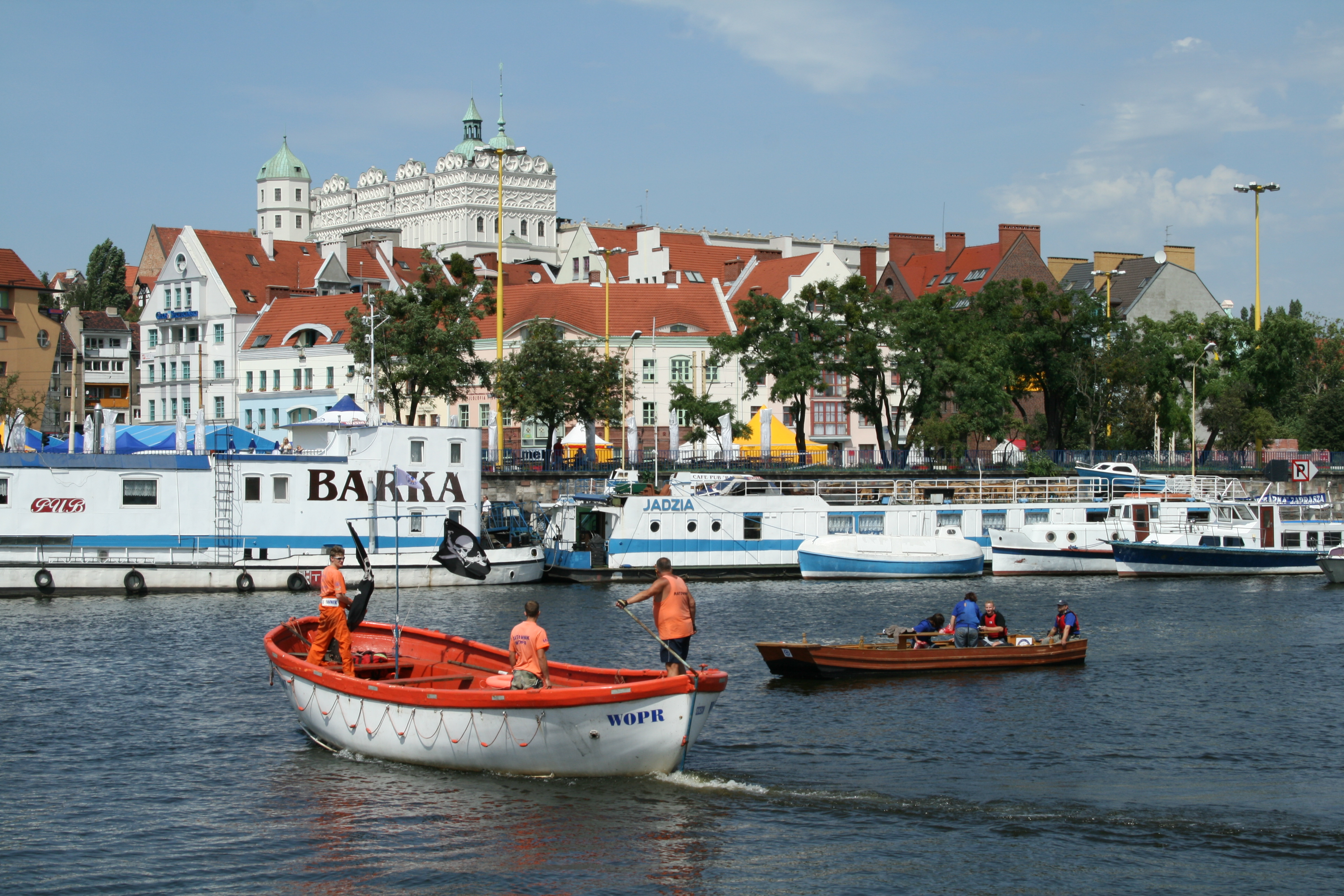
Oder e la Città Vecchia

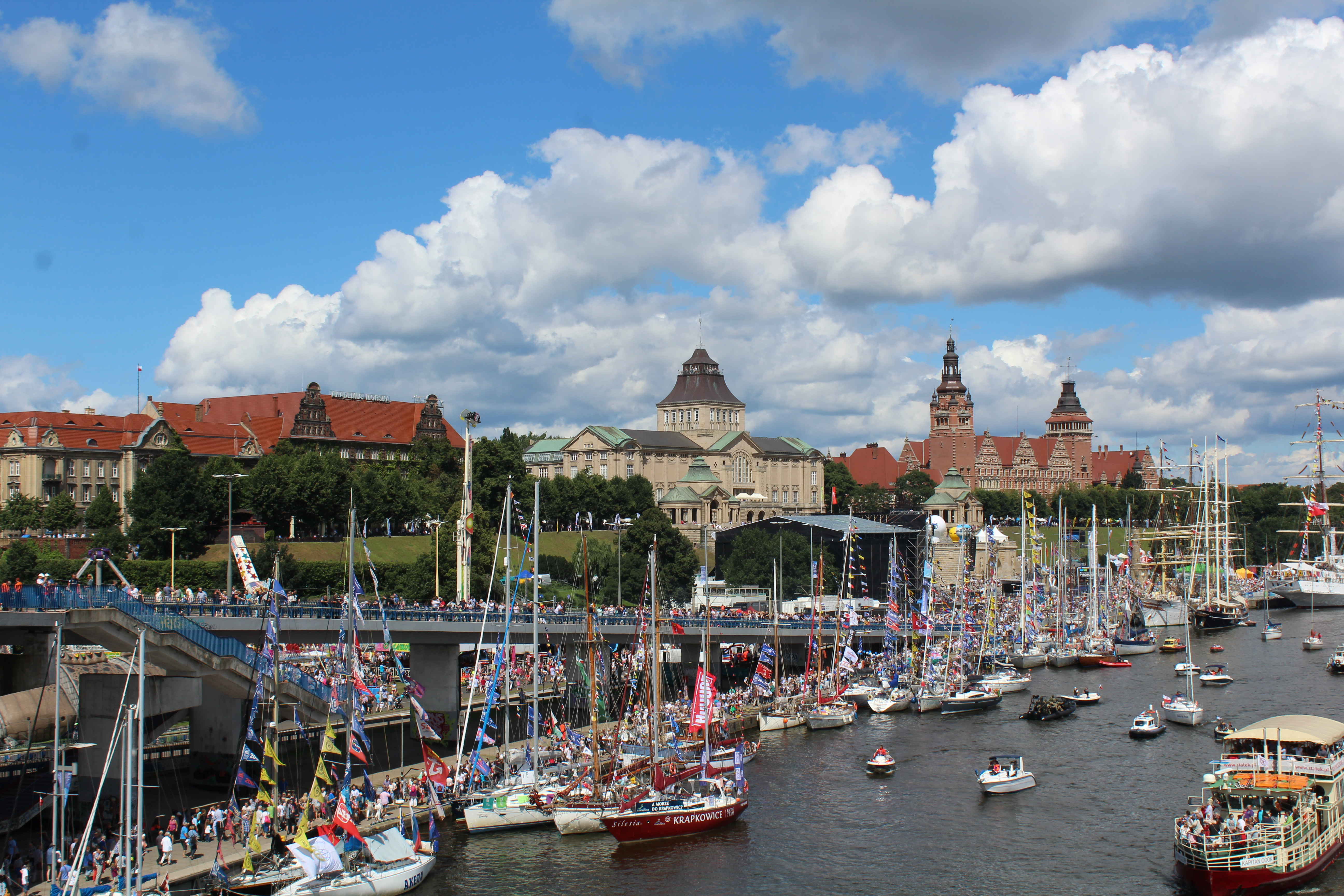
Rally di navi da navigazione - The Tall Ships’ Races, 2017

Nel medioevo, sotto la dinastia slava dei Greifen (Grifoni), fu capitale della Pomerania e fiorente centro commerciale. La dinastia dei Greifen regnò su Stettino e sul ducato di Pomerania fino alla morte dell'ultimo Greifen Boghislao XIV nel 1637.
Quindi Stettino passò sotto il controllo della Svezia (che già controllava il Ducato quando Boghislao XIV era ancora in vita) e successivamente della Prussia.
A Stettino vennero stipulati quattro storici trattati:
- la pace di Stettino, firmata nel 1570, che mise fine alla Guerra nordica dei sette anni tra Svezia, Danimarca e Lubecca;
- il trattato di Stettino del 1630, che stabilì le condizioni per l'ingresso del ducato di Pomerania nella sfera politico-militare svedese nel corso della guerra dei trent'anni;
- il trattato di Stettino del 1653, che pose termine alla controversia territoriale fra Svezia e Brandeburgo per la spartizione della Pomerania.
- il trattato di Stettino del 1715, che sancì la partecipazione della Prussia e dell'Elettorato di Hannover contro l'Impero svedese nella Grande guerra del nord.

Bandiera di Settino, città anseatica (XV secolo)

Dopo la seconda guerra mondiale, la città fu annessa alla Polonia. Fu citata in questa frase, pronunciata da Winston Churchill in un lungo discorso tenuto il 5 marzo 1946 a Fulton, nel Missouri (Usa)::
È tuttavia mio dovere prospettarvi determinate realtà dell'attuale situazione in Europa. Da Stettino nel Baltico a Trieste nell'Adriatico una cortina di ferro è scesa attraverso il continente. Dietro quella linea giacciono tutte le capitali dei vecchi stati dell'Europa Centrale e Orientale. Varsavia, Berlino, Praga, Vienna, Budapest, Belgrado, Bucarest e Sofia; tutte queste famose città e le popolazioni attorno a esse, giacciono in quella che devo chiamare sfera Sovietica, e sono tutte soggette, in un modo o nell'altro, non solo all'influenza Sovietica ma anche a un'altissima e in alcuni casi crescente forma di controllo da Mosca.»
La città è stata capitale del voivodato di Stettino (esistente prima del voivodato della Pomerania Occidentale) dal 1945 al 1998.

## Monumenti e luoghi d'interesse
- Basilica cattedrale di San Giacomo - costruita nel periodo di espansione della Lega anseatica, fu danneggiata dalle guerre. È cattedrale dell'arcidiocesi di Stettino-Kamień.
- Vecchio Municipio - risalente al XIV secolo e ricostruito in stile barocco dal 1677. Dopo la distruzione della seconda guerra mondiale fu nuovamente rifatto nello stile gotico originale.
- Castello ducale di Stettino (Zamek Książąt Pomorskich - Castello dei duchi di Pomerania) - quasi completamente distrutto nella seconda guerra mondiale, fu ricostruito negli anni ottanta in stile rinascimentale. Il castello è situato nell'angolo nordorientale della città vecchia.
- Chiesa dei Santi Pietro e Paolo - costruita in stile tardogotico
- Chiesa di San Giovanni Evangelista
- Torre delle Signorine (o Torre dei Sette Mantelli)
- Palazzo Pod Globusem (sotto il Globo) o palazzo Grumbkow
- Cimitero Centrale - esteso su quasi 168 ettari, il terzo più grande cimitero d'Europa
- Museo nazionale di Stettino (Muzeum Narodowe w Szczecinie)[3] - istituzione museale le cui collezioni sono collocate in 5 sedi: 
  - Museo del mare (Wały Chrobrego 3)
  - Museo della storia di Stettino (municipio vecchio, Księcia Mściwoja II 8)
  - Galleria di arte antica (Staromłyńska 27)
  - Museo di arte contemporanea (Staromłyńska 1)
  - Ferrovia a scartamento ridotto di Gryfice
- Wały Chrobrego
- Sala Filarmonica di Stettino - progettato studio italo-spagnolo Barozzi/Veiga, aperto nel 2014, ha vinto il Premio Mies van der Rohe 2015.

## Clima
| Stettino (1991-2020) Fonte: meteomodel.pl | Mesi         | Mesi         | Mesi         | Mesi        | Mesi        | Mesi        | Mesi        | Mesi        | Mesi        | Mesi        | Mesi         | Mesi         | Stagioni | Stagioni | Stagioni | Stagioni | Anno    |
| Stettino (1991-2020) Fonte: meteomodel.pl | Gen          | Feb          | Mar          | Apr         | Mag         | Giu         | Lug         | Ago         | Set         | Ott         | Nov          | Dic          | Inv      | Pri      | Est      | Aut      | Anno    |
| ----------------------------------------- | ------------ | ------------ | ------------ | ----------- | ----------- | ----------- | ----------- | ----------- | ----------- | ----------- | ------------ | ------------ | -------- | -------- | -------- | -------- | ------- |
| T. max. media (°C)                        | 3,0          | 4,5          | 8,4          | 14,7        | 19,1        | 22,1        | 24,3        | 24,0        | 19,2        | 13,5        | 7,5          | 4,0          | 3,8      | 14,1     | 23,5     | 13,4     | 13,7    |
| T. media (°C)                             | 0,6          | 1,5          | 4,2          | 9,2         | 13,6        | 16,8        | 18,9        | 18,5        | 14,3        | 9,5         | 4,9          | 1,9          | 1,3      | 9,0      | 18,1     | 9,6      | 9,5     |
| T. min. media (°C)                        | −1,8         | −1,3         | 0,4          | 4,0         | 8,1         | 11,5        | 13,8        | 13,5        | 9,9         | 6,0         | 2,4          | −0,5         | −1,2     | 4,2      | 12,9     | 6,1      | 5,5     |
| T. max. assoluta (°C)                     | 14,8 (1991)  | 17,9 (1990)  | 23,9 (1968)  | 30,6 (1968) | 32,0 (1953) | 35,6 (2000) | 37,3 (1994) | 37,8 (1994) | 30,8 (1951) | 26,7 (1966) | 19,4 (1968)  | 14,9 (1961)  | 17,9     | 32,0     | 37,8     | 30,8     | 37,8    |
| T. min. assoluta (°C)                     | −30,0 (1987) | −28,7 (1956) | −23,1 (1986) | −7,7 (1990) | −4,4 (1971) | 0,3 (1977)  | 4,4 (1994)  | 1,2 (1964)  | −2,6 (1952) | −6,9 (2012) | −11,4 (1973) | −22,3 (1961) | −30,0    | −23,1    | 0,3      | −11,4    | −30,0   |
| Giorni di calura (Tmax ≥ 30 °C)           | 0,0          | 0,0          | 0,0          | 0,0         | 0,2         | 1,5         | 3,3         | 2,4         | 0,1         | 0,0         | 0,0          | 0,0          | 0,0      | 0,2      | 7,2      | 0,1      | 7,5     |
| Giorni di gelo (Tmin ≤ 0 °C)              | 17,6         | 15,6         | 12,9         | 3,9         | 0,3         | 0,0         | 0,0         | 0,0         | 0,1         | 2,7         | 8,3          | 14,2         | 47,4     | 17,1     | 0,0      | 11,1     | 75,6    |
| Giorni di ghiaccio (Tmax ≤ 0 °C)          | 7,4          | 4,2          | 0,6          | 0,0         | 0,0         | 0,0         | 0,0         | 0,0         | 0,0         | 0,0         | 0,8          | 4,7          | 16,3     | 0,6      | 0,0      | 0,8      | 17,7    |
| Nuvolosità (okta al giorno)               | 5,9          | 5,7          | 5,1          | 4,3         | 4,4         | 4,6         | 4,5         | 4,2         | 4,4         | 4,9         | 5,9          | 6,1          | 5,9      | 4,6      | 4,4      | 5,1      | 5,0     |
| Precipitazioni (mm)                       | 40,0         | 32,8         | 38,4         | 31,2        | 55,8        | 59,1        | 76,2        | 60,3        | 47,7        | 43,5        | 39,0         | 43,0         | 115,8    | 125,4    | 195,6    | 130,2    | 567,0   |
| Giorni di pioggia                         | 9,6          | 8,1          | 8,9          | 6,9         | 8,7         | 9,0         | 9,5         | 8,8         | 7,8         | 8,3         | 8,5          | 9,6          | 27,3     | 24,5     | 27,3     | 24,6     | 103,7   |
| Nevicate (cm)                             | 44,9         | 52,0         | 21,5         | 1,1         | 0,0         | 0,0         | 0,0         | 0,0         | 0,0         | 0,0         | 3,8          | 32,4         | 129,3    | 22,6     | 0,0      | 3,8      | 155,7   |
| Giorni di neve                            | 7,6          | 6,9          | 2,8          | 0,4         | 0,0         | 0,0         | 0,0         | 0,0         | 0,0         | 0,0         | 1,3          | 4,7          | 19,2     | 3,2      | 0,0      | 1,3      | 23,7    |
| Umidità relativa media (%)                | 87,1         | 83,3         | 78,2         | 70,8        | 71,5        | 72,9        | 74,4        | 75,9        | 81,2        | 85,5        | 89,1         | 89,0         | 86,5     | 73,5     | 74,4     | 85,3     | 79,9    |
| Ore di soleggiamento mensili              | 42,7         | 66,7         | 121,2        | 199,3       | 244,5       | 242,2       | 246,3       | 230,3       | 160,0       | 107,5       | 48,1         | 32,1         | 141,5    | 565,0    | 718,8    | 315,6    | 1 740,9 |
| Pressione a 0 metri s.l.m. (hPa)          | 1 015,5      | 1 014,9      | 1 014,6      | 1 013,8     | 1 014,7     | 1 014,2     | 1 013,5     | 1 014,1     | 1 015,2     | 1 015,1     | 1 013,9      | 1 014,7      | 1 015,0  | 1 014,4  | 1 013,9  | 1 014,7  | 1 014,5 |
| Tensione di vapore (hPa)                  | 5,9          | 5,9          | 6,6          | 8,1         | 11,0        | 13,7        | 15,9        | 15,9        | 13,1        | 10,3        | 7,9          | 6,5          | 6,1      | 8,6      | 15,2     | 10,4     | 10,1    |
| Vento (direzione-m/s)                     | 4,3          | 4,2          | 4,0          | 3,8         | 3,4         | 3,3         | 3,1         | 2,9         | 3,2         | 3,5         | 3,9          | 4,2          | 4,2      | 3,7      | 3,1      | 3,5      | 3,7     |

## Cultura
Il castello dei duchi di Pomerania è uno dei centri culturali più importanti della Polonia. La città vanta inoltre numerosi musei, teatri d'opera e operetta, cinema e centri turistici e culturali.

### Istruzione
A Stettino sono presenti quattro Università statali e parecchie Università private. Gli atenei statali sono: 
- l'Università di Stettino (Uniwersytet Szczeciński)[6]
- L'Università Tecnologica della Pomerania Occidentale (Zachodniopomorski Uniwersytet Technologiczny)[7]
- l'Università Medica della Pomerania (Pomorski Uniwersytet Medyczny)[8]
- L'Accademia Marittima (Akademia Morska)[9]

Inoltre è presente l'Accademia delle Arti di Stettino (Akademia Sztuki w Szczecinie).

### Comunità ebraica di Stettino
La popolazione ebraica a Stettino era cresciuta nell'Ottocento e primo Novecento raggiungendo oltre 2 300 unità nel 1933. Le persecuzioni dell'epoca nazista portarono molti ad emigrare. Il 9 novembre 1938, la Notte dei cristalli, i luoghi di culto ebraici furono incendiati e distrutti dai nazisti, inclusa la Sinagoga nuova di Stettino. Nell'Olocausto la rimanente popolazione ebraica della città fu deportata ed eliminata. Pochissimi furono i sopravvissuti dei campi di sterminio.
La comunità ebraica di Stettino è oggi una piccola comunità ortodossa che comprende la parte nord-occidentale della Polonia e precisamente i vecchi voivodati di Stettino, Gorzów Wielkopolski e Piła, esistiti prima della riforma amministrativa nazionale del 1999. La sua sede centrale si trova a Stettino e comprende una sinagoga nella quale si svolgono riti ogni shabbat e nelle festività.

## Economia
L'economia è molto sviluppata, sono presenti diverse industrie che rendono Stettino il principale centro economico della regione. Particolarmente rilevante per l'economia cittadina è il settore della cantieristica. A Stettino hanno sede tre grandi cantieri: lo Stocznia Remontowa Gryfia, lo Stocznia Pomerania e lo Stocznia Szczecińska (su quest'ultimo, che era il più grande di tutta la Polonia, dal 2009 fu creato il Parco industriale di Stettino (Stocznia Szczecińska) sul sito dell'ex Cantiere navale di Stettino, dopo essere stato messo in liquidazione nello stesso anno. Il porto di Stettino, che è il terzo del paese dopo quello di Danzica e di Gdynia, è un importante scalo marittimo.

## Infrastrutture e trasporti
Stettino è collegata con Berlino, da cui dista solamente 150 km, con l'A6 che, una volta varcato il confine con la Germania, diventa la Bundesautobahn 11. Attraverso la città scorre la superstrada S3 da Świnoujście a Zielona Góra, in direzione Legnica, Breslavia e Praga, e altronde le strade a Danzica, Stargard, Bydgoszcz, Toruń, Varsavia, Police, Gryfino, Chociwel e Pasewalk. La città possiede anche l'aeroporto di Stettino-Goleniów, con collegamenti diretti da e verso Varsavia, Cracovia, Oslo, Bergen, Londra, Liverpool e Dublino, e la Stazione di Stettino Centrale (Szczecin Główny).
La città è servita da una rete tranviaria.

## Amministrazione

### Gemellaggi

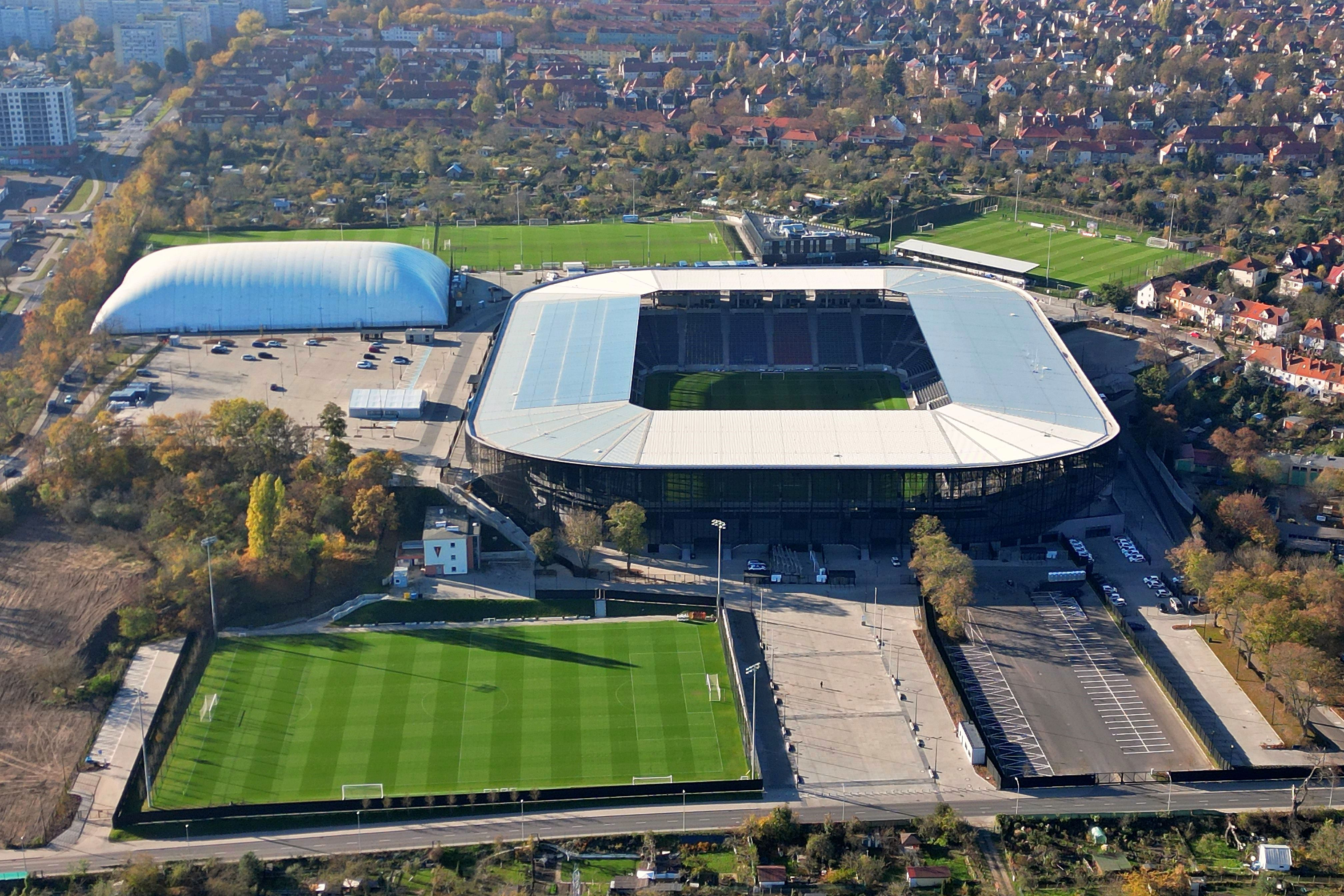
Vista dello Stadio del Pogoń Szczecin

Stettino è gemellata con:
- Bremerhaven, dal 1990[12]
- Friedrichshain-Kreuzberg, dal 1996[13]
- Dalian, dal 1995[14]
- Esbjerg, dal 1990[15]
- Malmö, dal 1990
- Kingston upon Hull, dal 1996[16]
- Klaipėda
- Lubecca, dal 1993[17]
- Murmansk
- Rostock, dal 1957[18]
- Saint Louis, dal 1992[19]
- Pozzuoli, dal 1993
- Bari, dal 2009

## Sport
La maggiore squadra di calcio locale è il Pogoń Szczecin, che nella stagione 2024/25 gioca in Ekstraklasa.
Anche nella pallacanestro la città è rappresentata in prima categoria dalla squadra dei Wilki Morskie Szczecin.
Ogni anno a settembre si tiene a Stettino il torneo di tennis maschile dell'ATP Challenger Tour Szczecin Open.

## Galleria d'immagini

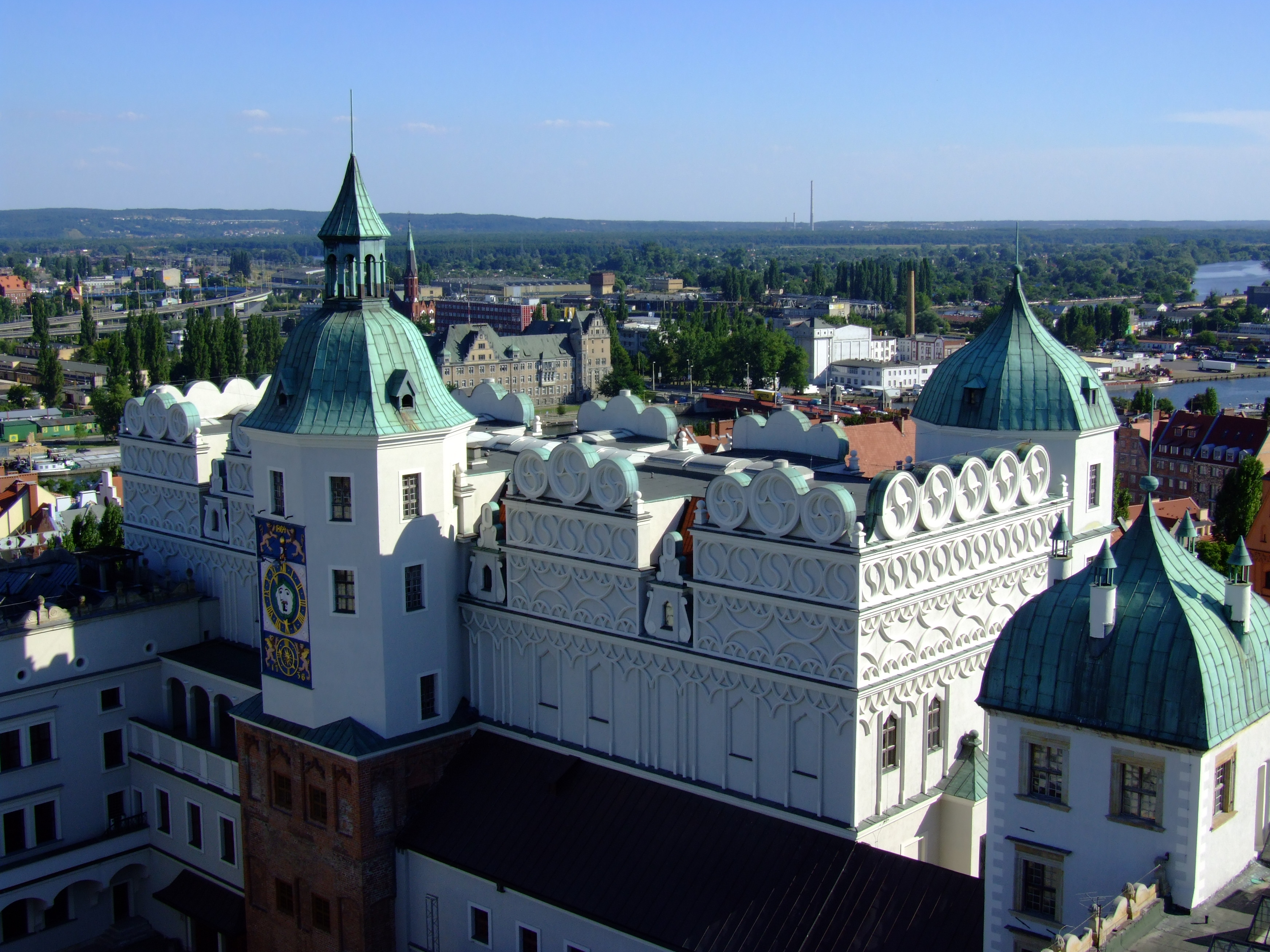
Castello dei duchi di Pomerania (XVI - XVII secolo)
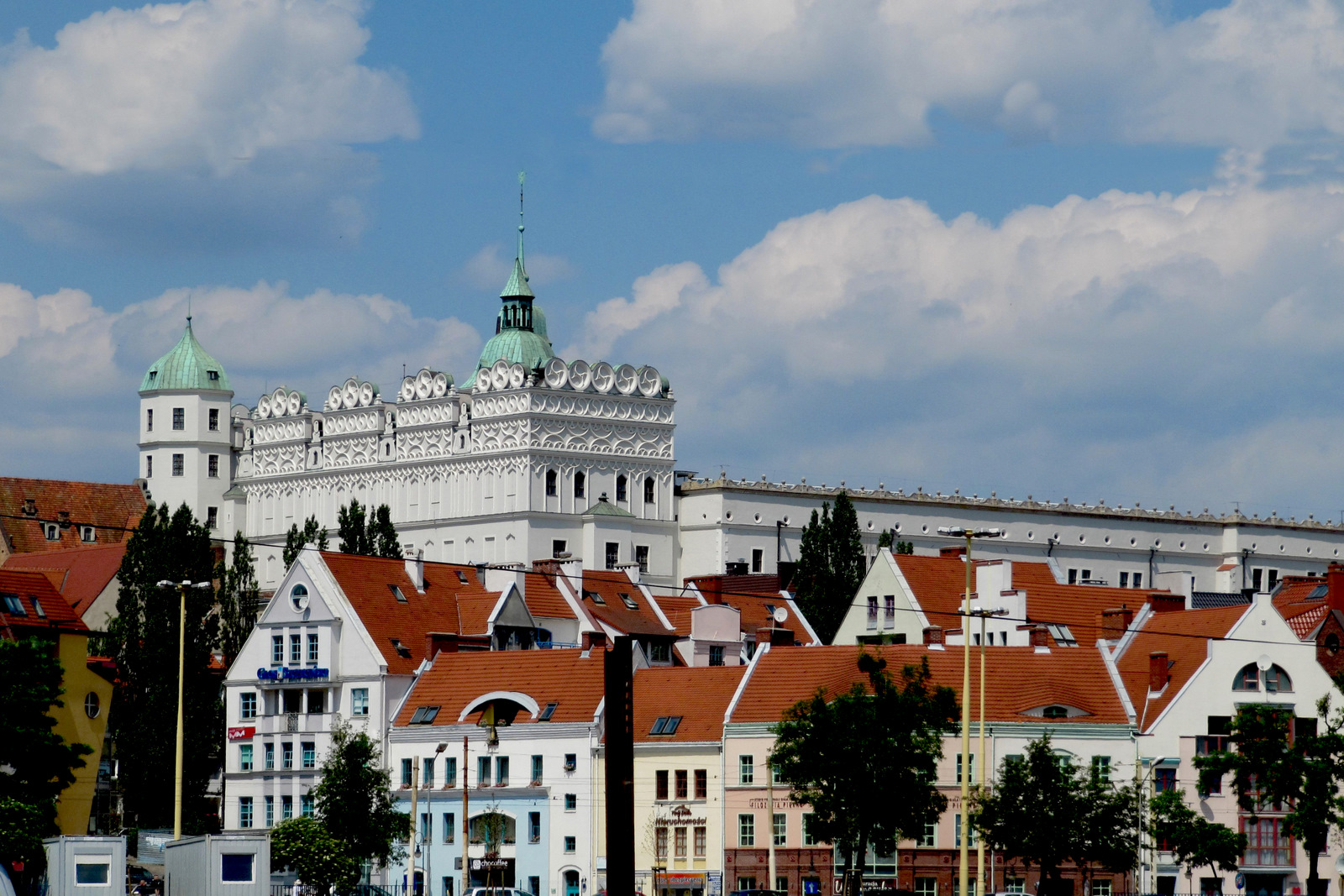
Colle del castello
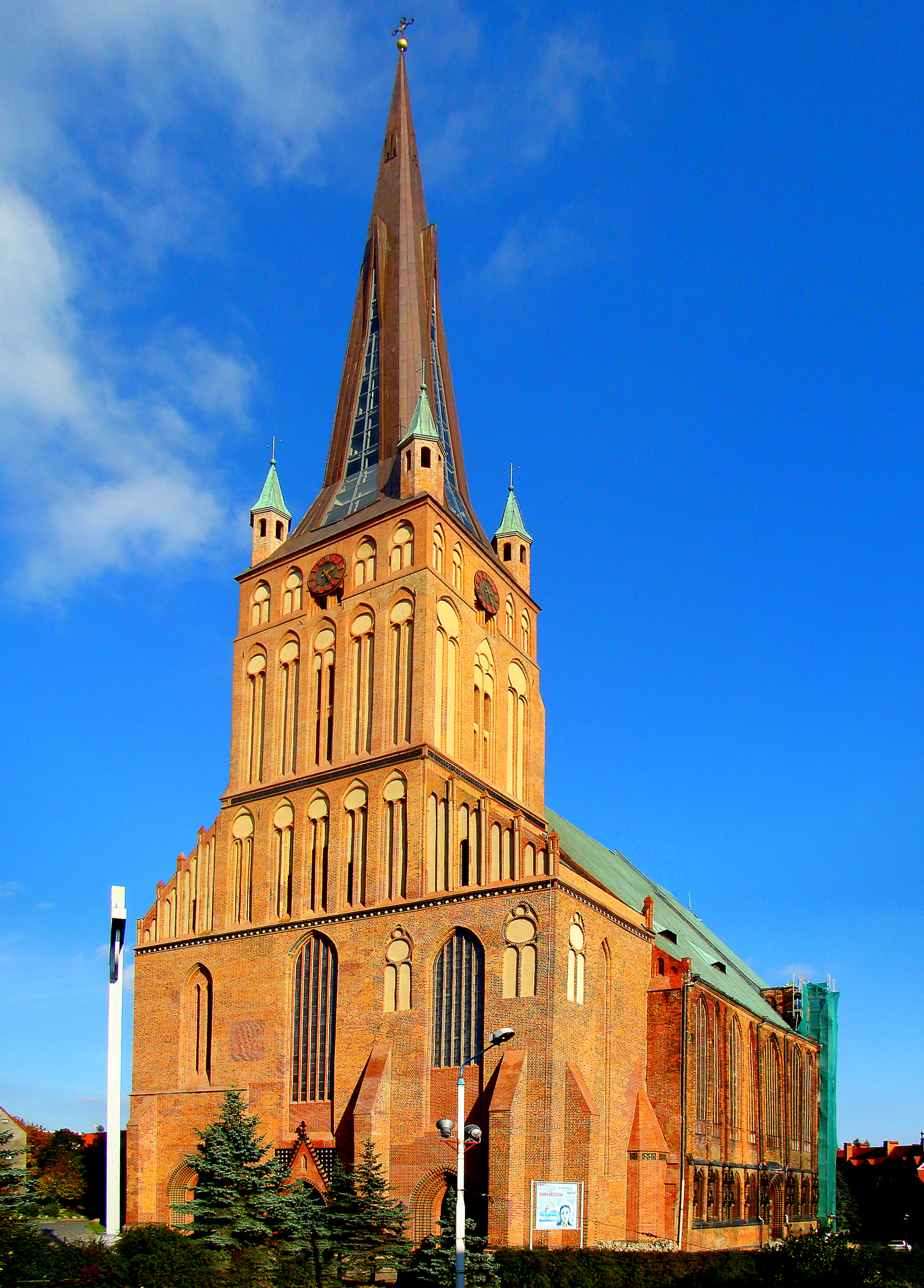
Cattedrale di San Giacomo
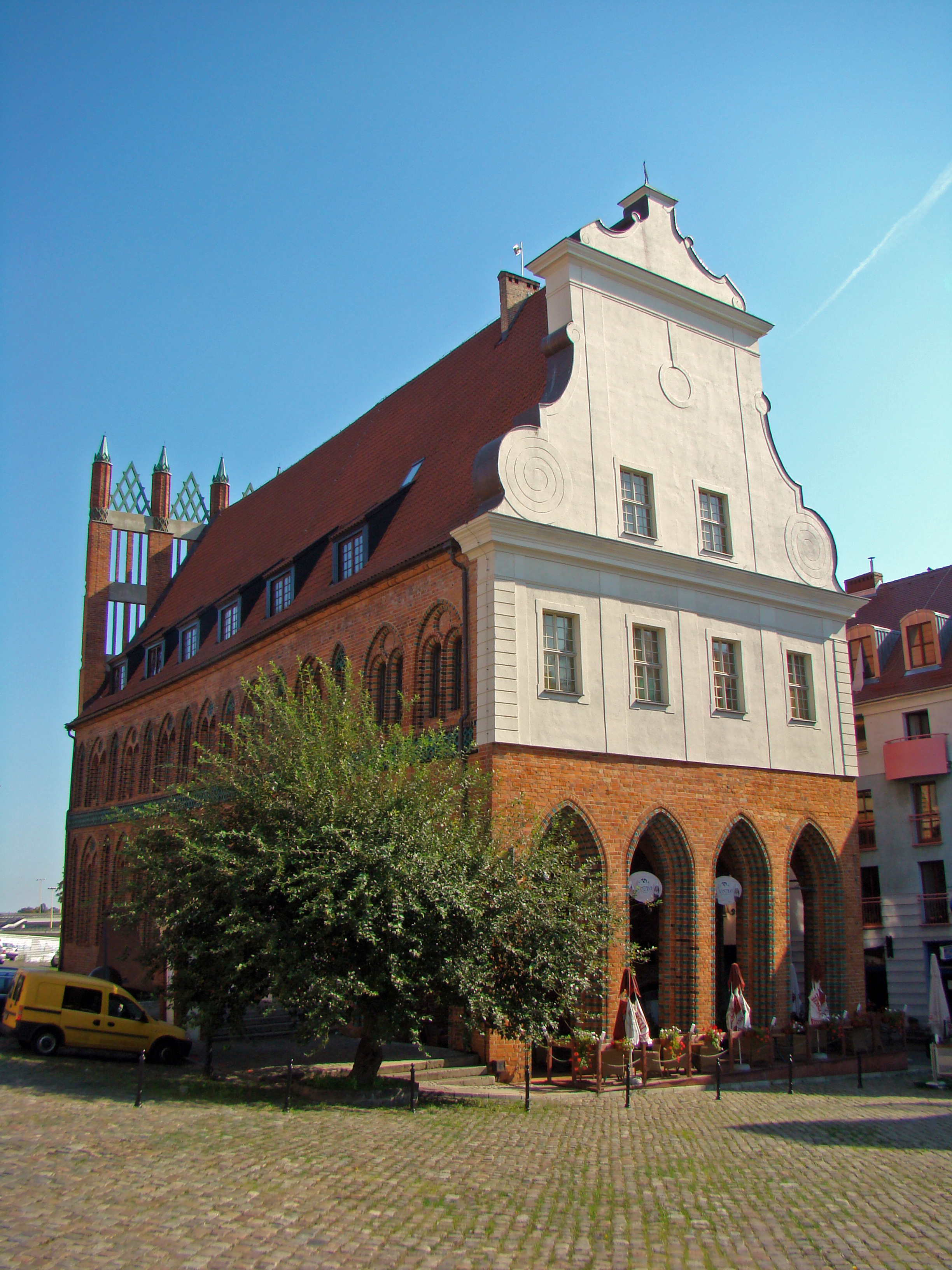
Vecchio Municipio
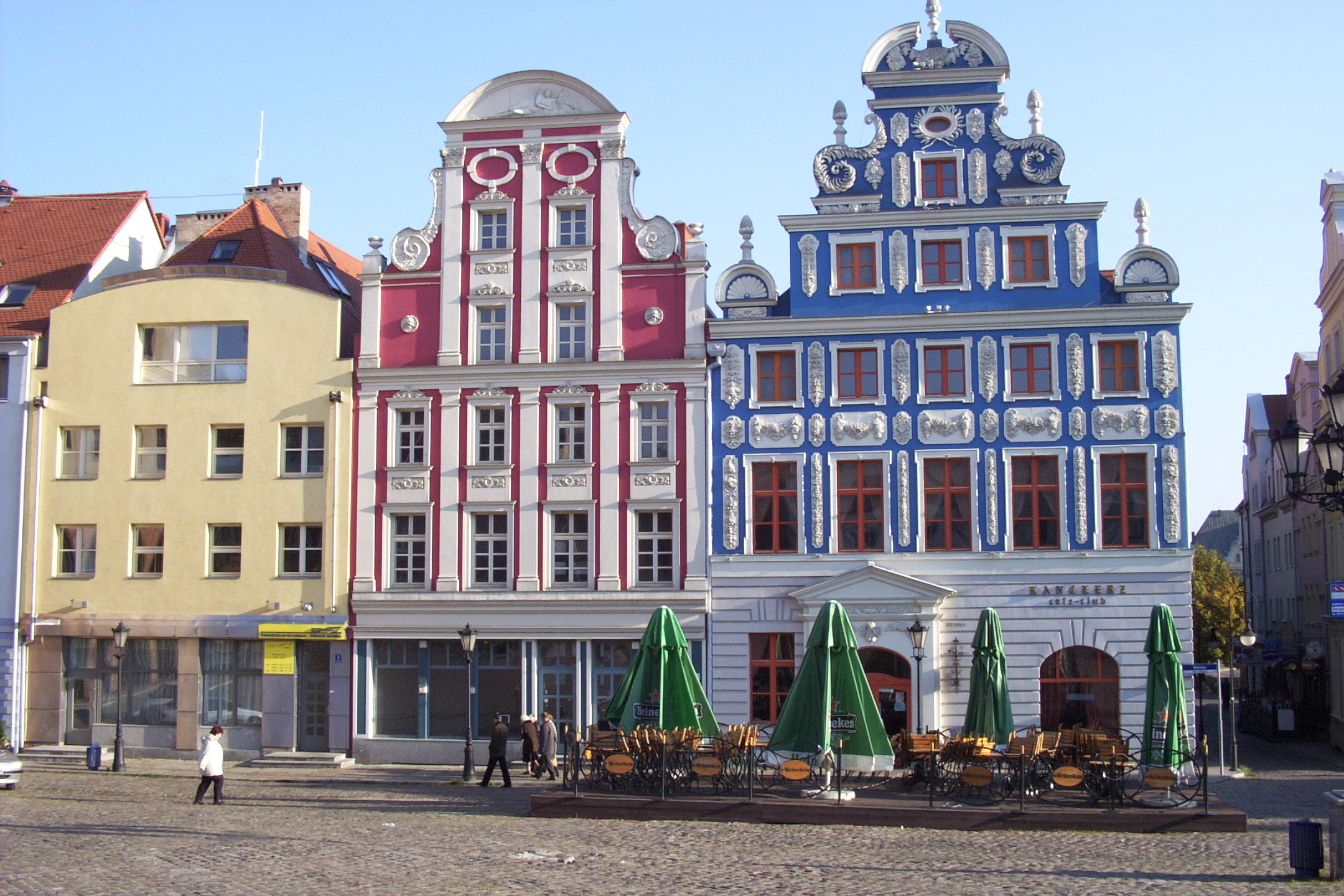
Case della Città vecchia
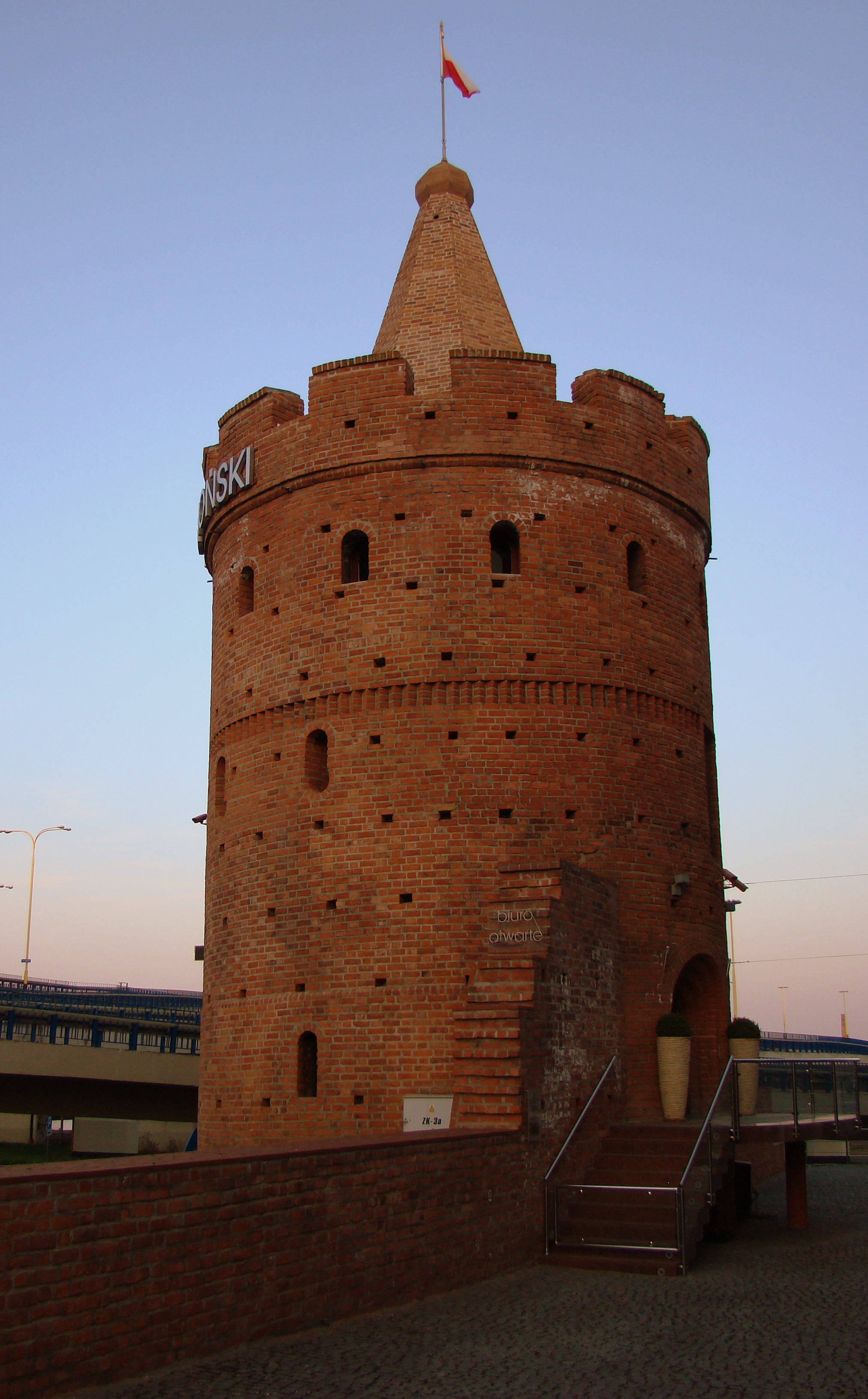
Torre delle Signorine (o Torre dei Sette Mantelli)
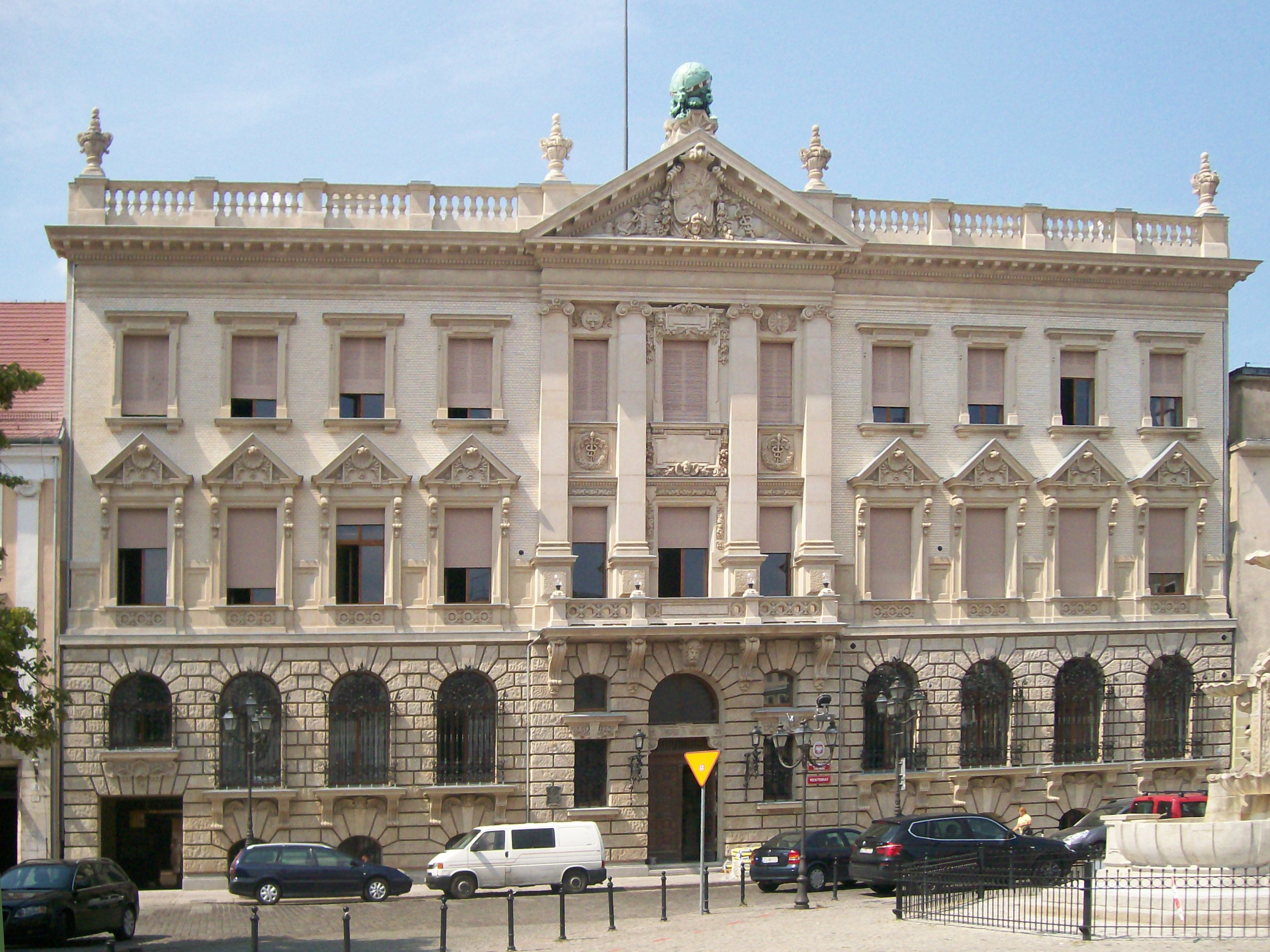
Palazzo Pod Globusem (Sotto il Globo) o Grumbkow, Accademia delle Arti
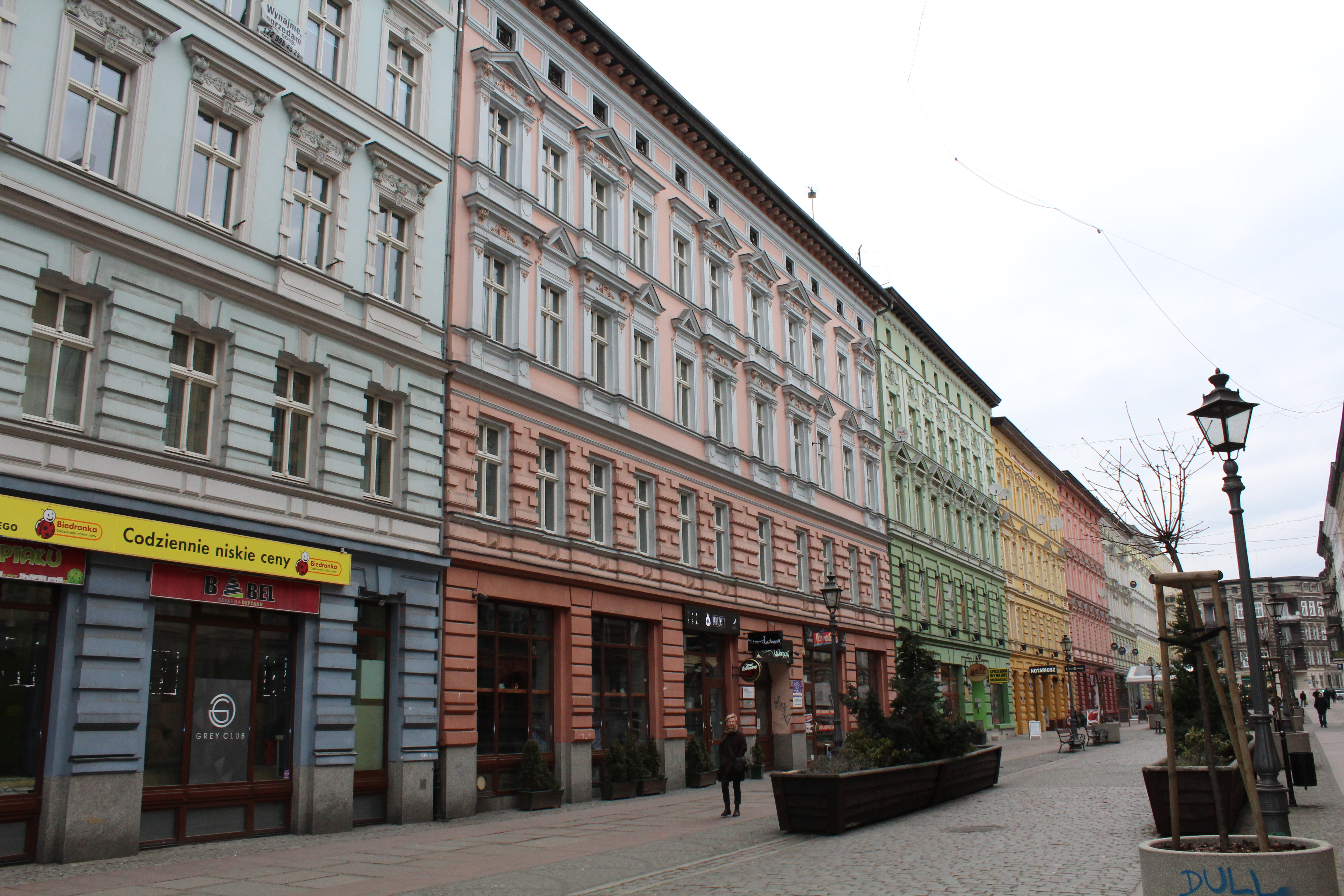
Edifici tipici del centro della città
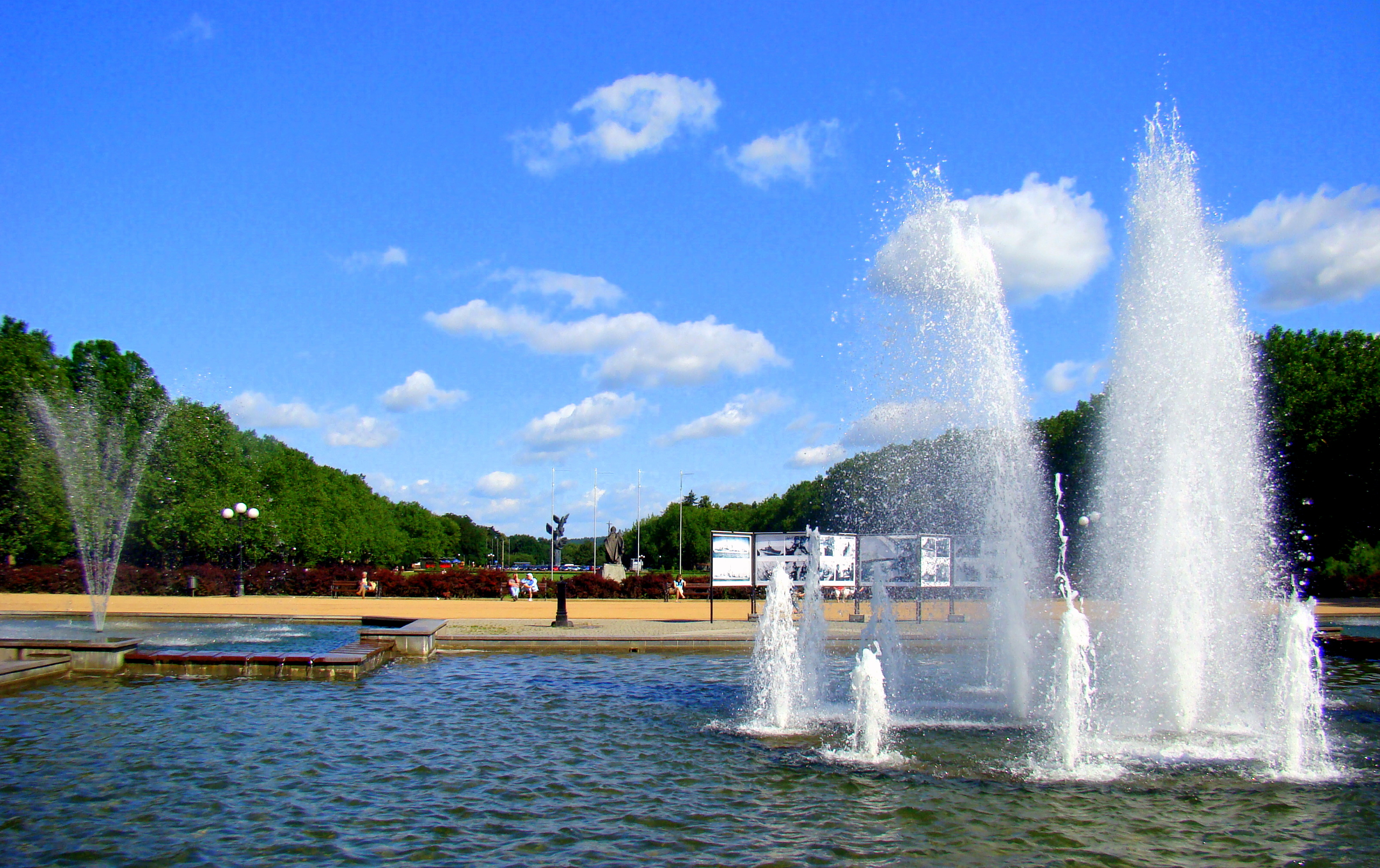
Piazza Jasne Błonia
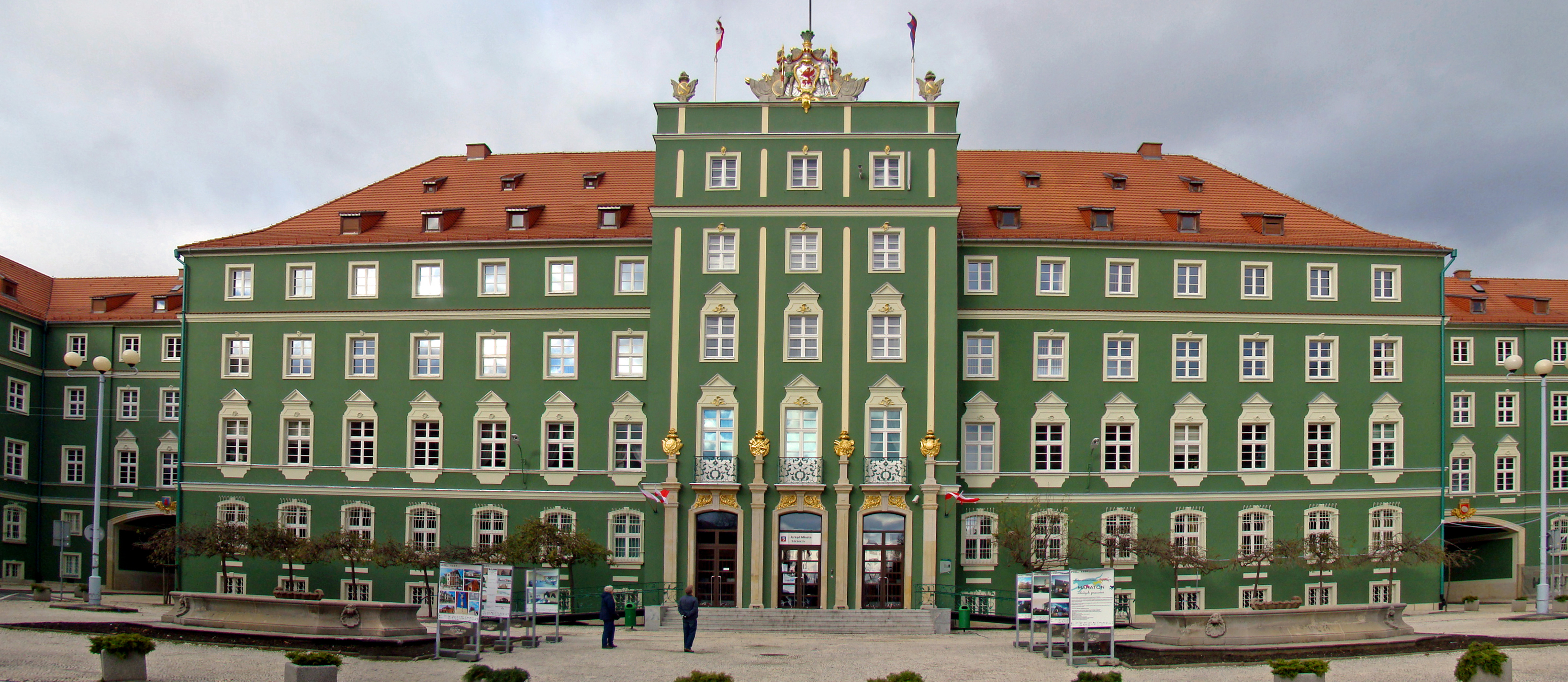
Municipio
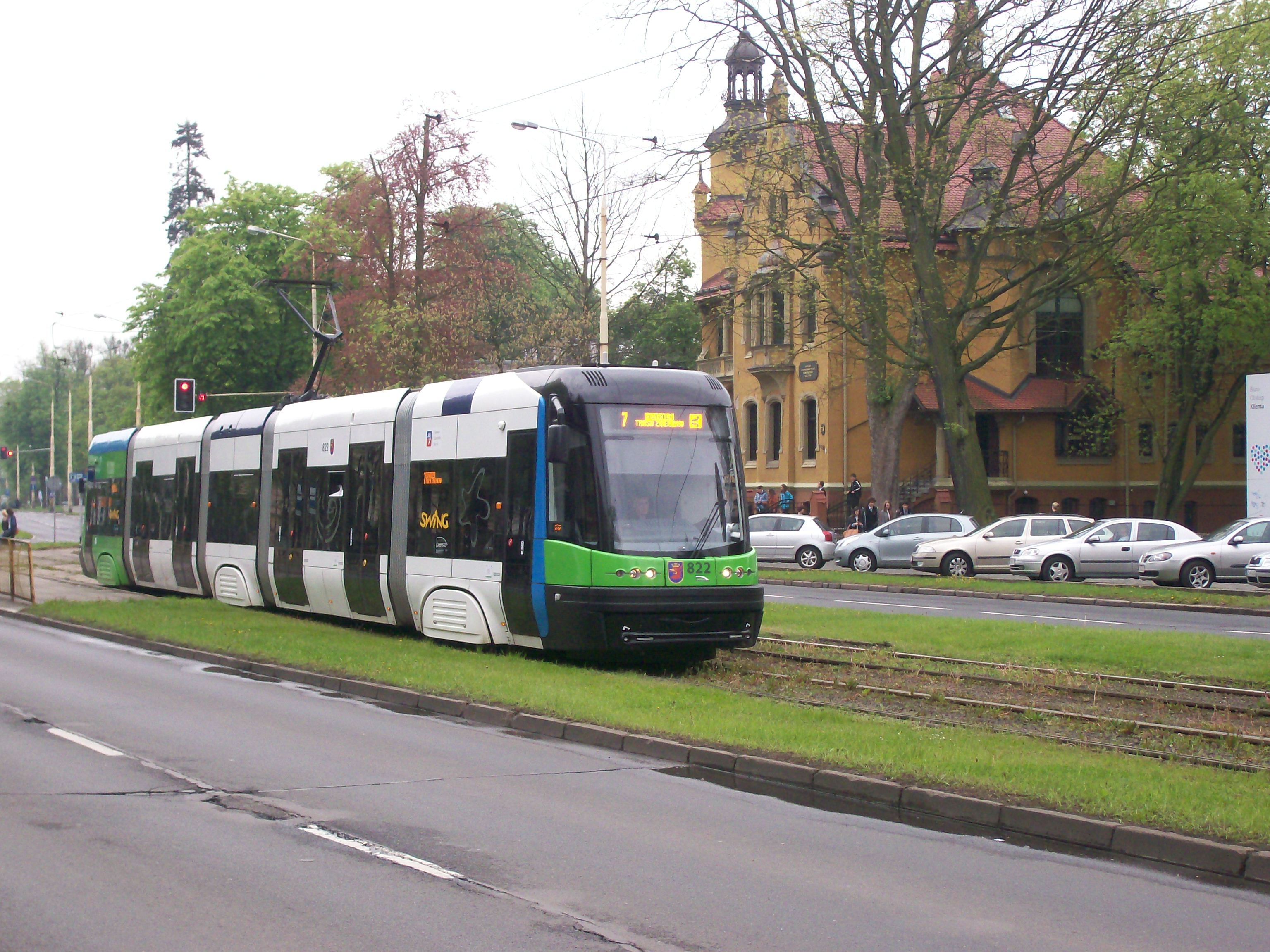
Tram di Stettino
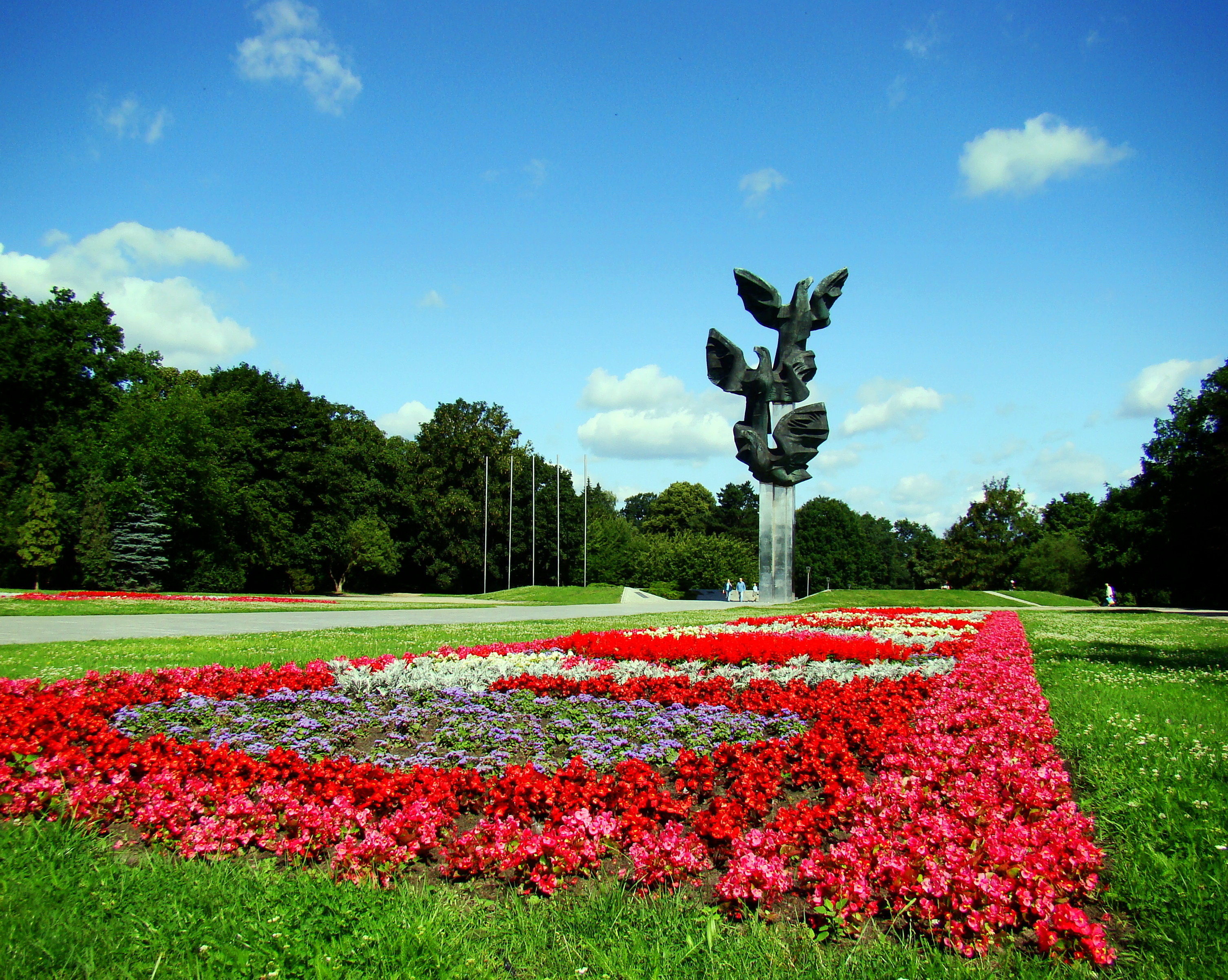
Parco di Kasprowicz
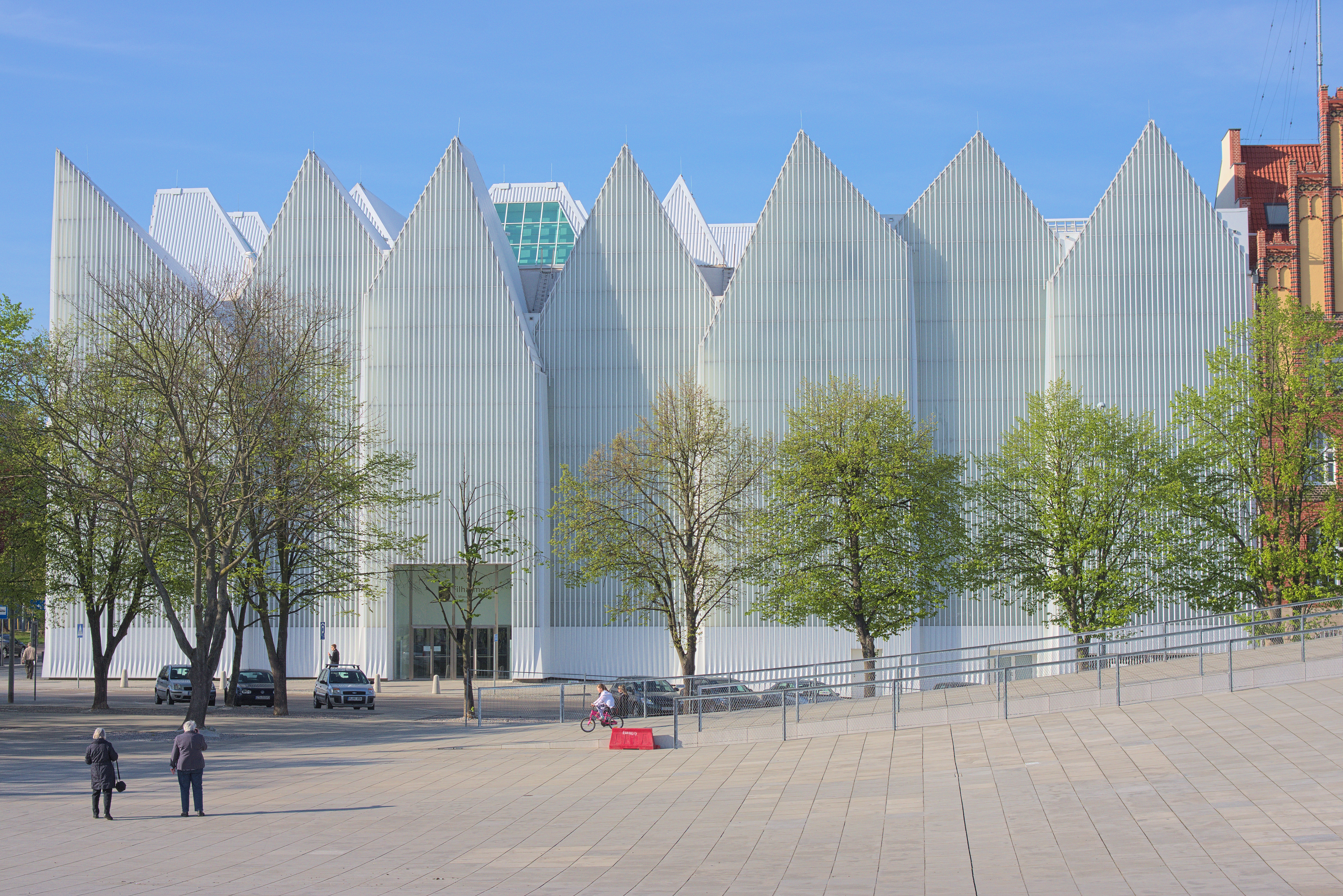
Edificio della orchestra filarmonica
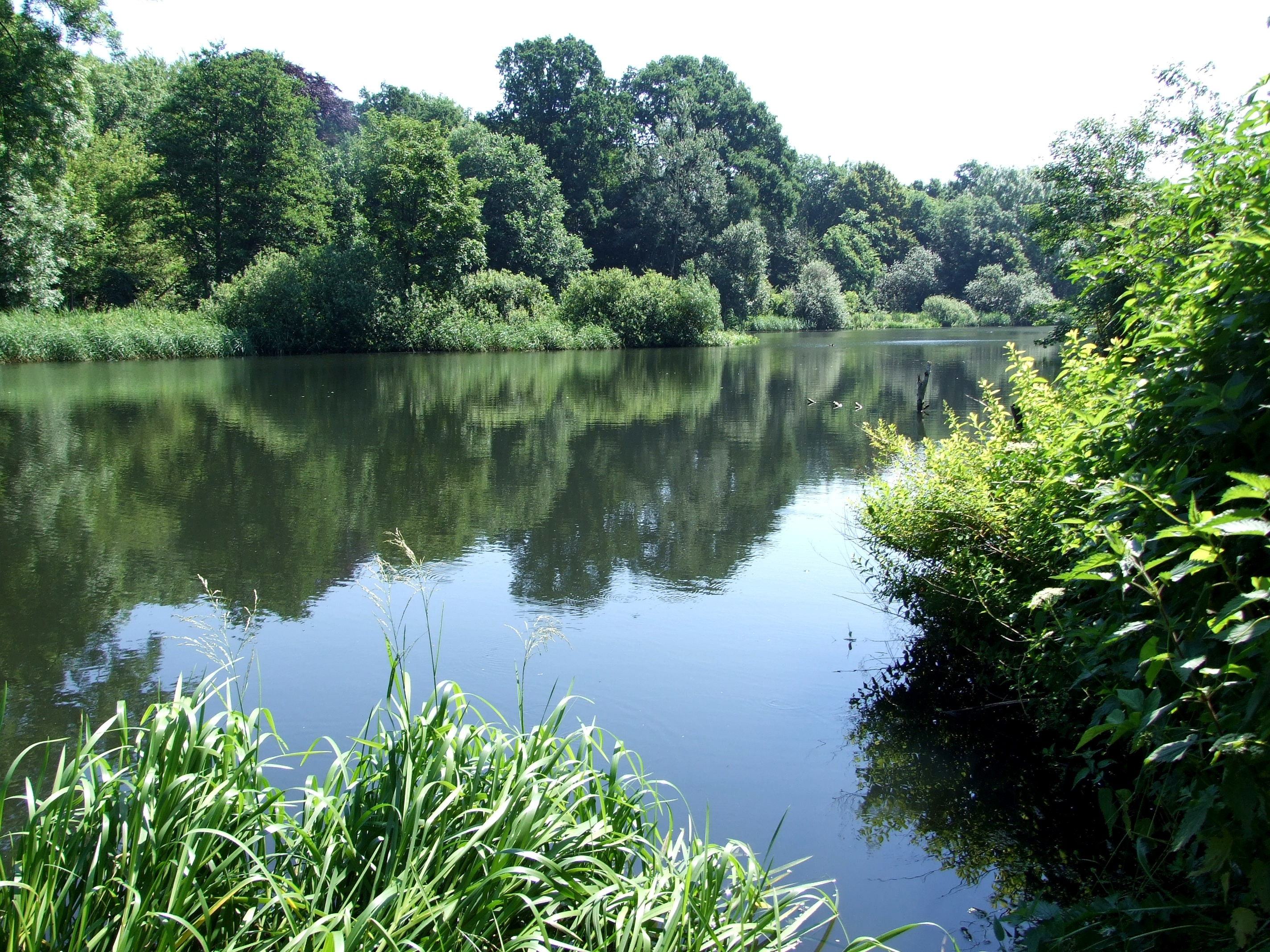
Arkoński - parco forestale